# Pferdefeldbahn Stojaniw–Biltsche
| K. u. k. Pferdefeldbahn bei Lobatschiwka Westlicher Teil von Lobatschiwka                                                                                         |           |                             |                             |
| Streckenlänge: | ca. 64 km |                             |                             |
| Spurweite: | 700 mm    |                             |                             |
| |           |                             |                             |
| \| \| 0 \| Stojaniw \| Stojaniw \| \| \| 30 \| Lobatschiwka \| Lobatschiwka \| \| \| \| Styr-Brücke bei Beresteczko \| \| \| \| ca. 64 \| Biltsche \| Biltsche \| |           |                             |                             |
| Kopfbahnhof Streckenanfang (Strecke außer Betrieb) | 0         | Stojaniw                    | Stojaniw                    |
| Bahnhof (Strecke außer Betrieb) | 30        | Lobatschiwka                | Lobatschiwka                |
| Brücke über Wasserlauf (Strecke außer Betrieb) |           | Styr-Brücke bei Beresteczko | Styr-Brücke bei Beresteczko |
| Kopfbahnhof Streckenende (Strecke außer Betrieb) | ca. 64    | Biltsche                    | Biltsche                    |

Die Pferdefeldbahn Stojaniw–Biltsche war eine schmalspurige Pferde-Feldbahn von Stojaniw nach Biltsche in der Ukraine.

## Streckenverlauf
Die etwa 64 km lange Strecke mit einer Spurweite von 700 mm wurde während des Ersten Weltkriegs vom österreichisch-ungarischen Heer als militärische Pferdebahn verlegt. Sie verlief über Lobatschiwka (historische Schreibweise: Lobaczewka), wo es eine Station mit Stationsgebäude, Bade- und Entlausungsanstalt, Krankenhaltestation, Labestelle und Verkaufsstelle gab.

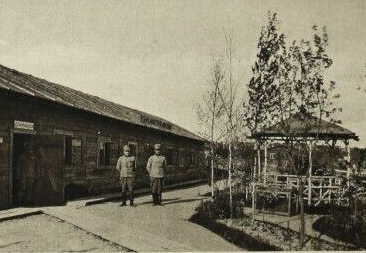
Feldbahn-Stationsgebäude (km 30)
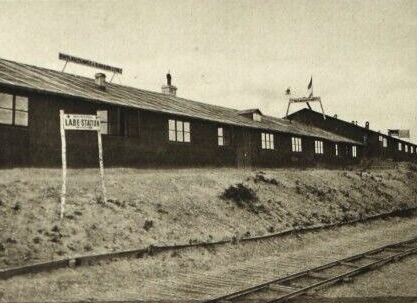
Bade- und Entlausungsanstalt
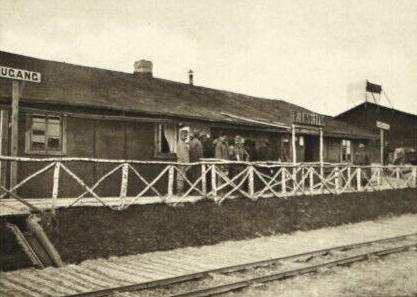
Labestelle
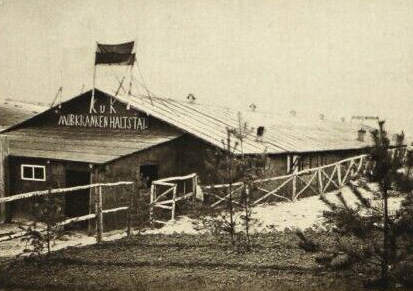
Krankenhaltstation
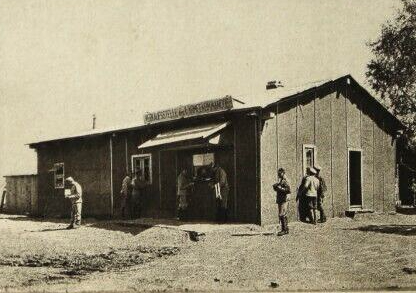
Verkaufsstelle

Die Feldbahn überquerte den Styr auf einer bei Beresteczko von der 21. Eisenbahnkompanie unter Hauptmann Schoppik erbauten Feldbahnbrücke.

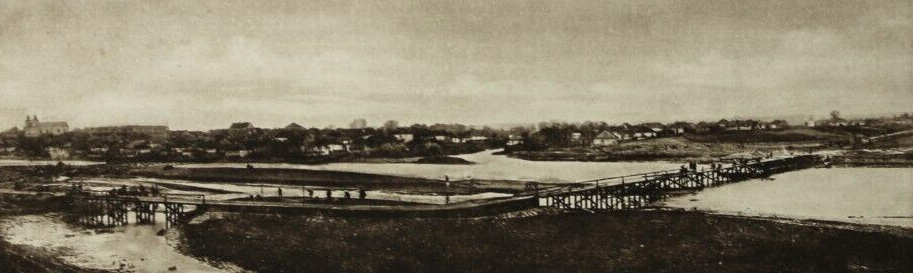
Feldbahnbrücke über den Styr bei Beresteczko
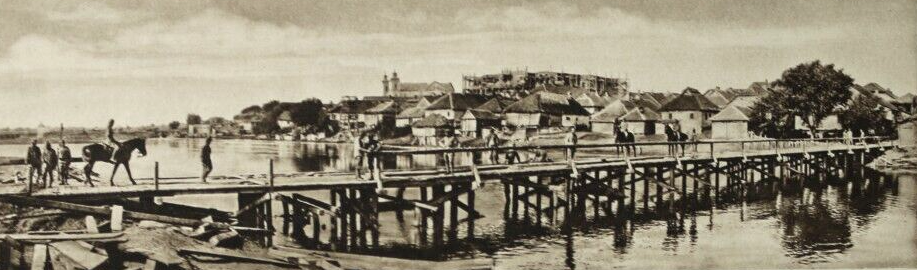
Feldbahnbrücke über den Styr bei Beresteczko

## Geschichte
Die Feldbahnstation Lobatschiwka lag am Rande eines während des Ersten Weltkriegs hart umkämpften Gebiets. Am Mittag des 20. Juli 1916 überquerten die Russen bei Werben den Styr, obwohl Generaloberst Paul Puhallo von Brlog dort verhältnismäßig starke Kräfte mit der Verteidigung betraut hatte. Die Russen durchbrachen die 46. Schützendivision, warfen die herbeieilenden Reserven über den Haufen und stießen mit einer zweiten Gruppe abends auch zwischen der 46. Schützendivision und 7. Infanteriedivision durch. Der linke Flügel der 1. Armee musste den ganzen Styrbogen bei Beresteczko und die Lipa bis Lobatschiwka preisgeben. Russische Angriffe auf Lobatschiwka wurden am 24., 25. und 26. Juli 1916 erfolgreich abgeschlagen.